# Kulturni šok
Kulturni šok (eng. culture shock) izraz je koji se rabi za opisivanje osjećaja tjeskobe, nelagode, nesigurnosti, zbunjenosti, i sl., koji pogađa ljude u dodiru s drugačijim okolišem, kulturom ili društvenim okruženjem.  
Izraz je prvi put upotrijebila američka antropologinja Cora DuBois 1951. godine, a 1954. proširio ga je antropolog Kalvero Oberg. 

## Mogući simptomi
- stres zbog opterećenja
- gubitak prijatelja, statusa, profesije ili imetka
- osjećaj odbačenosti
- zbunjenost o vlastitoj ulozi
- strah i bijes nakon spoznaje razlika u kulturi
- tuga, usamljenost, melankolija, depresivnost
- alergije
- idealiziranje vlastite kulture
- gubitak identiteta
- stereotipi o novoj kulturi